# Hyllisia tonkinea
Hyllisia tonkinea là một loài bọ cánh cứng trong họ Cerambycidae.